# Звичайний сейм 1766 року

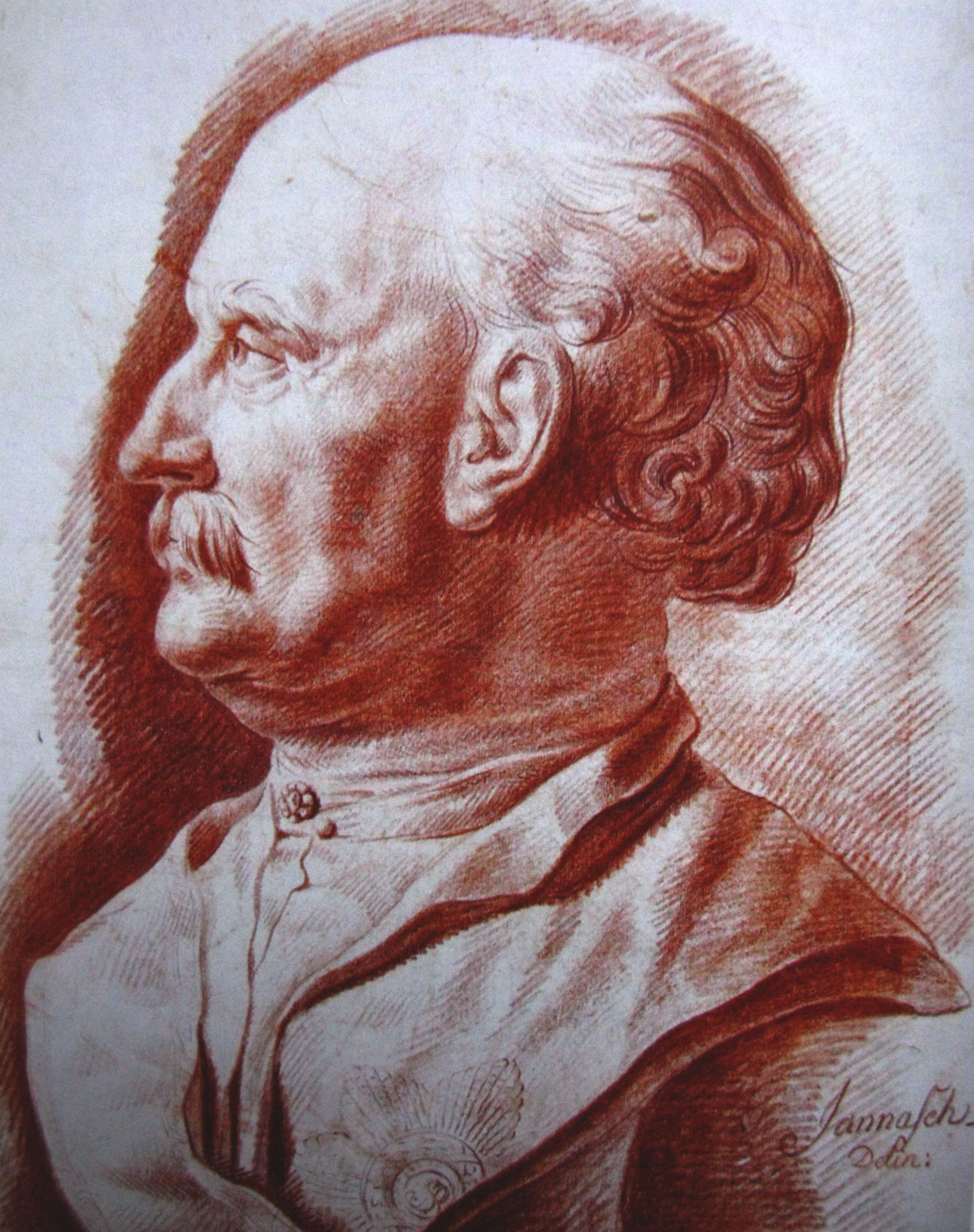
Целестин Чаплич

Сейм 1766 року — один із великих сеймів Речі Посполитої, який було скликано 16 червня 1766 року у Варшаві. Сеймові засідання тривали від 6 жовтня до 29 листопада 1766 року. Цей сейм відбувався в період політичної нестабільності та зростаючого впливу іноземних держав на внутрішні справи Речі Посполитої. Його проведення стало заключним етапом у процесі поступового занепаду держави у XVIII столітті.
Напередодні скликання генерального сейму у Варшаві 1766 року, відбулися локальні з'їзди шляхти — сеймики. 25 серпня 1766 року вони пройшли по всій території Речі Посполитої, охоплюючи як Коронні землі, так і землі Великого князівства Литовського. Окремо слід відзначити головний сеймик Королівської Пруссії, що відбувся 8 вересня того ж року у місті Мальборк. На цих зібраннях шляхта обговорювала нагальні питання державного та місцевого значення, а також здійснювала вибір послів (депутатів), які представляли інтереси своїх повітів та воєводств на вальному сеймі. Маршалком (головою) сейму було обрано Целестина Чаплича, луцького камергера. Засідання сейму проходили у Варшаві з 6 жовтня по 29 листопада 1766 року, що відповідало тогочасній практиці тривалих парламентських дебатів.
Під час засідань сейму 1766 року розгорнулася гостра боротьба між різними політичними угрупованнями, що відображало глибоку кризу політичної системи Речі Посполитої. Реформаторський табір, згуртований навколо впливової родини Чорторийських, прагнув зміцнення центральної влади та модернізації державного управління. Їхньою ключовою ініціативою був проект запровадження мажоритарного голосування щодо пропозицій, що надходили від Податкової комісії. Ця реформа мала на меті подолати параліч у прийнятті рішень, зумовлений правом liberum veto, яке дозволяло одному голосу зірвати роботу всього сейму.
Водночас російський посол, Микола Рєпнін, діючи в інтересах імператриці Катерини II, наполегливо просував питання про зрівняння в правах дисидентів — представників некатолицьких конфесій (православних та протестантів). Ця політика була спрямована на посилення російського впливу в Речі Посполитій під приводом захисту прав релігійних меншин, що було типовою стратегією імперських держав того часу.
Опозиція, очолювана впливовими церковними діячами — краківським єпископом Каєтаном Солтиком та кам'янецьким єпископом Адамом Станіславом Красінським, займала непримиренну позицію щодо короля Станіслава Августа Понятовського, якого вважала ставлеником Росії. Їхньою метою було повалення короля та відновлення на польському престолі представників саксонської династії Веттінів, що правили в Речі Посполитій у попередні десятиліття. Опозиція категорично відкидала проект зрівняння дисидентів у правах, вбачаючи в цьому загрозу католицькій вірі та традиційному суспільному устрою держави. Проте, з тактичних міркувань, вони несподівано підтримали вимогу Рєпніна щодо розпуску Генеральної конфедерації, створеної на сеймі 1764 року. Ця конфедерація, хоч і була створена з метою проведення реформ, на думку опозиції, стала інструментом посилення королівської влади, що суперечило їхнім інтересам.
11 жовтня 1766 року, під час засідання сейму, коли канцлер Анджей Замойський виступив з вимогою запровадження принципу більшості голосів при розгляді проектів, поданих Комісією Скарбовою (Фіскальною комісією), ситуація досягла критичної точки. У відповідь на цю пропозицію, спрямовану на зміцнення фінансової системи Речі Посполитої та подолання паралічу в ухваленні рішень, російський посол Микола  Рєпнін та прусський посол Гедеон Бенуа вдалися до відкритого шантажу. Вони спільно пригрозили Речі Посполитій війною, якщо сейм ухвалить закон про мажоритарне голосування. Цей акт тиску з боку іноземних держав яскраво ілюструє ступінь їхнього впливу на внутрішні справи Речі Посполитої та крихкість її суверенітету.
Одночасно з цим драматичним розвитком подій, великий литовський гетьман Міхал Вельгорський подав формальну заявку на застосування права liberum veto, вимагаючи «вільного голосу», що фактично означало блокування розгляду питання.
У складній політичній ситуації, що склалася на сеймі 1766 року, родина Чорторийських, опинившись під тиском зовнішніх сил та внутрішньої опозиції, змушена була вдатися до тактичного маневру. Заради збереження хоча б частини важливих державних інституцій та проведення окремих реформ, «Фамілія» була змушена відмовитися від наполягання на повному запровадженні мажоритарного голосування, зокрема щодо проектів Комісії Скарбової. Проте, компромісом стало прийняття деяких важливих положень, серед яких було запровадження замість загального шелягового мита (szelężne), що мало полегшити збір податків, а також реформа суду асесорського (асесорії), що передбачала вдосконалення судової системи.
За свідченням прусськької дипломатії, невдача з повним запровадженням мажоритарного голосування справила гнітюче враження на короля Станіслава Августа Понятовського. Ця поразка була настільки відчутною, що монарх навіть не зміг прийняти офіційні вітання з річницею своєї коронації, що було нечуваним порушенням придворного етикету та свідчило про глибину його розчарування.
В останній день роботи сейму, завдяки наполегливості прихильників реформ, все ж вдалося досягти часткового успіху — було запроваджено принцип мажоритарного голосування на окремих зборах (імовірно, маються на увазі збори шляхти на місцях). Конфедерація, створена на конвокаційному сеймі 1764 року, була розпущена, як того вимагали Рєпнін та опозиція. Проте, попри потужний тиск російського посла, через опір опозиції, а також частково родини Чорторийських, Рєпніну не вдалося досягти головної мети — повного зрівняння в правах дисидентів. Це питання залишилося невирішеним та стало однією з головних причин подальшої дестабілізації ситуації в Речі Посполитій.
Ці події стали безпосереднім поштовхом до утворення у 1767 році низки релігійних конфедерацій, підтриманих Російською імперією. Йдеться про конфедерації у Радомі, Слуцьку та Торуні. Ці об'єднання, створені під гаслом захисту прав дисидентів (іновірців), фактично стали інструментом російського впливу на внутрішньополітичну ситуацію в Речі Посполитій, ще більше дестабілізуючи її та наближаючи до остаточного занепаду.